# Blechnum wurunuran
Blechnum wurunuran là một loài dương xỉ trong họ Blechnaceae. Loài này được Parris mô tả khoa học đầu tiên..
Danh pháp khoa học của loài này chưa được làm sáng tỏ. 